# Berthold Jäger
Berthold Jäger (* 1948 in Roßbach) ist ein deutscher Historiker und Bibliothekar.

## Leben
Jäger studierte Geschichte, Politikwissenschaft und Pädagogik in Gießen und war von 1977 bis 1982 als wissenschaftlicher Mitarbeiter am Historischen Institut der Universität Gießen tätig. Im Jahre 1982 wurde er mit der Arbeit „Das geistliche Fürstentum Fulda in der Frühen Neuzeit: Landesherrschaft, Landstände und fürstliche Verwaltung. Ein Beitrag zur Verfassungs- und Verwaltungsgeschichte kleiner Territorien des Alten Reiches“ zum Dr. phil. promoviert. Nach der Ausbildung für den höheren Dienst an wissenschaftlichen Bibliotheken (Referendariat) an der Universitätsbibliothek Marburg (1983) und an der Frankfurter Bibliotheksschule (1984) kam er 1984 an die Bibliothek des Bischöflichen Priesterseminars Fulda (Hauptbibliothek der Theologischen Fakultät), die er von 1994 bis 2011 als Direktor leitete. Sein fachbibliothekarisches Engagement galt der Erforschung der Fuldaer Bibliotheksgeschichte, der historischen Bestände in den Fuldaer Bibliotheken sowie ihrer Bewahrung und Erhaltung. Er war auch langjähriges Mitglied der Kommission für Bestandserhaltung des ehemaligen Deutschen Bibliotheksinstituts.
1988 wurde Jäger zum wissenschaftlichen Mitglied der Historischen Kommission für Hessen ernannt, seit 1995 ist er im Hauptausschuss tätig. Zunächst Beisitzer im Vorstand (seit 1996) war er von 2002 bis 2005 stellvertretender Vorsitzender des Fuldaer Geschichtsvereins e. V. Von 1992 bis 2006 arbeitete er im Verwaltungsrat der Gesellschaft für mittelrheinische Kirchengeschichte mit und war bis 1999 Schriftleiter des Fuldaer Bistumsteils und Mitherausgeber des „Archivs für mittelrheinische Kirchengeschichte“. Von 2000 bis 2011 war er auch Mitherausgeber des Jahrbuchs „Kirchliches Buch- und Bibliothekswesen“.

## Veröffentlichungen
- Das geistliche Fürstentum Fulda in der frühen Neuzeit: Landesherrschaft, Landstände und fürstliche Verwaltung. Elwert, Marburg 1986 (= Schriften des Hessischen Landesamtes für geschichtliche Landeskunde, 39).
- mit Walter Heinemeyer (Hrsg.): Fulda in seiner Geschichte. Landschaft Reichsabtei Stadt. Elwert, Marburg 1995, ISBN 3-7900-0252-6 (= Veröffentlichungen der Historischen Kommission für Hessen, 57).
- Fulda im Alten Reich. Parzeller, Fulda 1996, ISBN 3-7900-0275-5 (= Veröffentlichungen des Fuldaer Geschichtsvereins, 59).